# Schosseinoje (Kaliningrad, Gurjewsk)
Schosseinoje (russisch Шоссейное, deutsch Kalgen) ist ein Ort in der russischen Oblast Kaliningrad. Er gehört zur kommunalen Selbstverwaltungseinheit Stadtkreis Gurjewsk im Rajon Gurjewsk.

## Geographische Lage
Schosseinoje liegt an der Nordostspitze des Frischen Haffs und ist neun Kilometer vom Stadtzentrum Kaliningrads (Königsberg) entfernt. Durch den Ort verläuft die Regionalstraße 27A-020 (ex A194, ehemalige deutsche Reichsstraße 1, heute auch Europastraße 28). Die nächste Bahnstation ist Kijewska an der uliza Kijewskaja in Kaliningrad an der Bahnstrecke Kaliningrad–Mamonowo, einem Abschnitt der ehemaligen Preußischen Ostbahn.

## Geschichte
Das einstmals Kalgen genannte Dorf mit Gut und großem Park war seit 1874 Sitz und namensgebender Ort des Amtsbezirks Kalgen im Landkreis Königsberg (Preußen) im Regierungsbezirk Königsberg der preußischen Provinz Ostpreußen. Im Jahre 1910 zählte Kalgen 235 Einwohner.
Am 30. September 1928 verlor Kalgen seine Eigenständigkeit und wurde in die Landgemeinde Haffstrom eingemeindet. Mit dieser kam Kalgen am 1. April 1939 zur Stadtgemeinde Königsberg (Preußen). (Offenbar) in dieser Zeit wurde Kalgen im Bereich der Mühle Kalgen noch durch ein neues Siedlungsgebiet erweitert, welches nach dem Zweiten Weltkrieg unter der russischen Bezeichnung Tschaikowskoje ein eigener Stadtteil von Kaliningrad wurde.
Auch das ursprüngliche Gutsdorf Kalgen kam infolge des Zweiten Weltkrieges 1945 mit dem nördlichen Ostpreußen zur Sowjetunion. Das Gut Kalgen wurde in einen Sowchos umgewandelt, der sich mit dem Anbau von Gemüse beschäftigte. Dieser wurde 1946 zunächst als Militärsowchos Nr. 6 und 1947 dann als Sowchos Nr. 51 bezeichnet. Im Jahr 1950 erhielt Kalgen die russische Bezeichnung Schosseinoje und wurde gleichzeitig dem Dorfsowjet Zwetkowski selski Sowet im Rajon Kaliningrad zugeordnet. Im Jahr 1955 bekam der Sowchos den Namen Nowo-Moskowski. Offenbar seit 1965 war Schosseinoje Verwaltungssitz des Nowomoskowski selski Sowet im Rajon Gurjewsk. Von 2008 bis 2013 war Schosseinoje Verwaltungssitz der Landgemeinde Nowomoskowskoje selskoje posselenije. Seither gehört der Ort zum Stadtkreis Gurjewsk.

### Amtsbezirk Kalgen (1874–1939)
In der Zeit zwischen 1874 und 1939 bestand der Amtsbezirk Kalgen, dem anfangs vier Landgemeinden und drei Gutsbezirke zugehörten:
| Name           | Russischer Name | Bemerkungen                                                                                 |
| -------------- | --------------- | ------------------------------------------------------------------------------------------- |
| Landgemeinden: |                 |                                                                                             |
| Anker          |                 | 1897 in die Landgemeinde Warthen eingegliedert                                              |
| Fischhof       |                 | 1897 in die Landgemeinde Groß Holstein eingegliedert                                        |
| Haffstrom      |                 | 1939 in die Stadt Königsberg (Preußen) eingegliedert                                        |
| Prappeln       | Tschapajewo     | 1939 in die Stadt Königsberg (Preußen) eingegliedert                                        |
| Gutsbezirke:   |                 |                                                                                             |
| Kalgen         | Schosseinoje    | 1928 in die Landgemeinde Haffstrom und 1939 in die Stadt Königsberg (Preußen) eingegliedert |
| Neukrug        |                 |                                                                                             |
| Spandienen     | Suworowo        | 1929 in die Stadt Königsberg (Preußen) eingegliedert                                        |

Im Jahr 1923 wurde die Landgemeinde Warthen aus dem Amtsbezirk Wundlacken in den Amtsbezirk Kalgen umgegliedert. 1928 fusionierte die Landgemeinde Warthen mit dem Gutsbezirk Wundlacken zur Landgemeinde Wundlacken, die fortan ebenfalls zum Amtsbezirk Kalgen gehörte.
Der Amtsbezirk Kalgen wurde zum 1. April 1939 aufgelöst.

## Kirche
Vor 1945 war Kalgen mit seiner überwiegend evangelischen Bevölkerung einer von mehr als zwanzig Orten im Kirchspiel Haffstrom und gehörte zum Kirchenkreis Königsberg-Land I innerhalb der Kirchenprovinz Ostpreußen der Kirche der Altpreußischen Union. Der letzte deutsche Geistliche war Pfarrer Herbert Steinbach.
Heute liegt Schosseinoje im Einzugsgebiet der in den 1990er Jahren neu entstandenen Auferstehungskirchengemeinde in Kaliningrad (Königsberg). Sie ist in die ebenfalls neu entstandene Propstei Kaliningrad der Evangelisch-lutherischen Kirche Europäisches Russland (ELKER) eingegliedert.